# Edifici Alonso
L'edifici Alonso se situa als terrenys que ocupava el convent de Jerusalem, ocupats també per l'edifici veí, el Roig Vives; a l'eixample de Quart-Extramurs, en una situació privilegiada: l'encreuament del carrer de Sant Vicent (via històrica de penetració a la ciutat) amb el carrer de Xàtiva. Oficialment la seua direcció és núm. 71-73 del carrer de Sant Vicent.
L'edifici naix per l'encàrrec de Carmen Alonso Lacámara a Luis Albert Ballesteros de l'any 1935. La construcció de l'edifici es realitza en quatre anys, de 1936 a 1940.

## Descripció
El solar on es construí està en un cantó amb fort condicionants geomètrics. La parcel·la té forma trapezoidal, el cantó forma un angle d'un poc més de 90 graus, així el desenvolupament de la façana que recau al carrer de Xàtiva és bastant menor al del carrer de Sant Vicent. La dimensió transversal és menor que la longitudinal clarament, a més, el solar guanya profunditat com més lluny del cantó i la llarga del carrer de Sant Vicent, dibuixant pràcticament una figura triangular on s'insereix la planta de l'edifici.
Presenta un volum realçat al mateix cantó a manera de torrassa, que emergeix en relació amb els cossos laterals. Així el cantó queda ressaltat per la seua resolució volumètrica i la seua formalització plàstica, a manera de balcons correguts que es corben al cantó; constituint una imatge singular i moderna alhora. Per tant, s'estableix un diàleg interessant entre el cos sobreelevat, el qual, a través de l'horitzontalitat dels seus alerons, els seus jocs d'ombres i la seua elegant curvatura, contrasta amb els cossos laterals, que tenen un tractament de la façana més neutre i fan de transició amb els edificis del costat.
L'edifici respon a un programa residencial, amb baixos destinats a ús comercial i la resta a habitatges. Aquestos s'estructuren segons dos nuclis de comunicacions verticals centrats i independents, que donen servei a dos habitatges per planta (quatre en total) fins a la planta setena, i a un habitatge per planta d'àtics. A la torres, amb només un nucli de comunicacions verticals, dona servei a un estudi per planta, a la nou i la deu. L'estructura en general de l'edifici correspon a forjats metàl·lics, revestits de ciment i suports metàl·lics o de formigó armat. Per als paraments interiors i de tancament es fa ús de plaques lleugeres, blocs de formigó o rajola perforada per alleugerar pes. La fusteria exterior és metàl·lica amb persianes enrotllables.
El projecte s'inspira en els corrents de l'expressionisme arquitectònic alemany, sobretot en els edificis de Mendelsohn (magatzems Schocken sobretot). Amb aquesta imatge moderna de gratacel urbà aconsegueix un gran dinamisme, exercint de referent visual en un espai important per a la ciutat, amb la solució en cantó del volum corb realçat, amb el joc de volums i ombres dels alerons i balcons i amb l'acurat tractament de les fusteries. Dins aquests termes avantguardistes destaca la solució de la façana envidrada disposada a bandes horitzontals i que a més doblen el cantó seguint la superfície cilíndrica del xamfrà, en el qual s'abandona la tradicional composició de la façana amb una seriació de buits. La imatge de l'edifici respon perfectament all lloc estratègic en el qual se situa, convertint-se en una fita urbana.

## Fragment de la memòria del projecte
| « | L'edifici projectat consta essencialment de cinc plantes baixes, set pisos a quatre habitacions (habitatges) per planta, un àtic a dos habitacions per planta i dos pisos en la torrassa per a dos estudis. L'estructura general de l'edifici serà d'entramat de ferro amb revoltons de ciment i peus drets de ferro laminat o formigó armat. En els envans, murs de tancament, etc. s'utilitzaran plaques lleugeres, blocs de formigó o maó foradat amb la finalitat d'evitar pes, cosa que procura l'aïllament i augmenta el confort de l'habitatge. Quant a les condicions dels materials, detalls de construcció, instal·lacions, etc. seran determinats per l'arquitecte director durant l'execució administrativa de les obres. La construcció que ens ocupa, de tipus modern, tindrà en línies generals les característiques següents: vestíbul amb decoració luxosa encara que senzilla; escala de marbre amb passamans de tub cromat; protecció d'ascensor de tela metàl·lica, sense cobrir el total del perímetre de l'escala; pintura de l'escala i habitacions de façana al tremp; portes d'escala contraplacada amb xapa de 7 mm, llises de fusta de guaiac; portes interiors de vidrieres amb cristall gelat d'una peça; portes opaques contraplacades amb xapa d'ocumé de 5 mm pintades al duco en tons clars, marc al duco fosc i cantoneres cromades; paviments llisos en un sol to o jaspiats segons la il·luminació dels pisos tot depenent de la seua alçària; fusteria exterior a patis a la catalana o senzillament amb vidrieres sense contrafinestres segons les habitacions; cambres de bany formades per banyera encastada Rister, lavabo de regulars dimensions sobre peu de porcellana, WC de cisterna baixa, bidet, etc. en porcellana blanca sobre xapat de taulell fosc o lincrustes de tons així mateix foscos i paviment de linòleum en tons vius. Cada pis estarà proveït d'instal·lació de gas per a la cuina i cambra de bany que tindrà escalfador, instal·lació elèctrica encastada amb tub Berman i endolls en la cuina i cambra de bany, calefacció individual i extractor d'aire en les cuines, i telefonia privada amb la porteria. El seu estil és el que correspon a l'època actual, sacrificant en algunes ocasions al confort interior els prejudicis d'estils arcaics, buscant en la combinació i proporció de masse l'harmonia i bellesa del conjunt. | » |

## Plànols i imatge

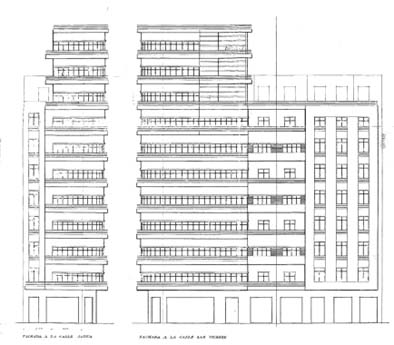
Façanes
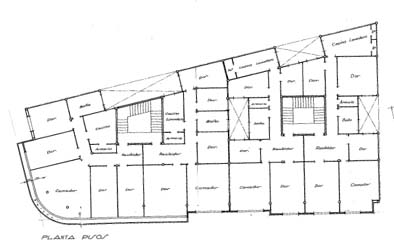
Planta tipus
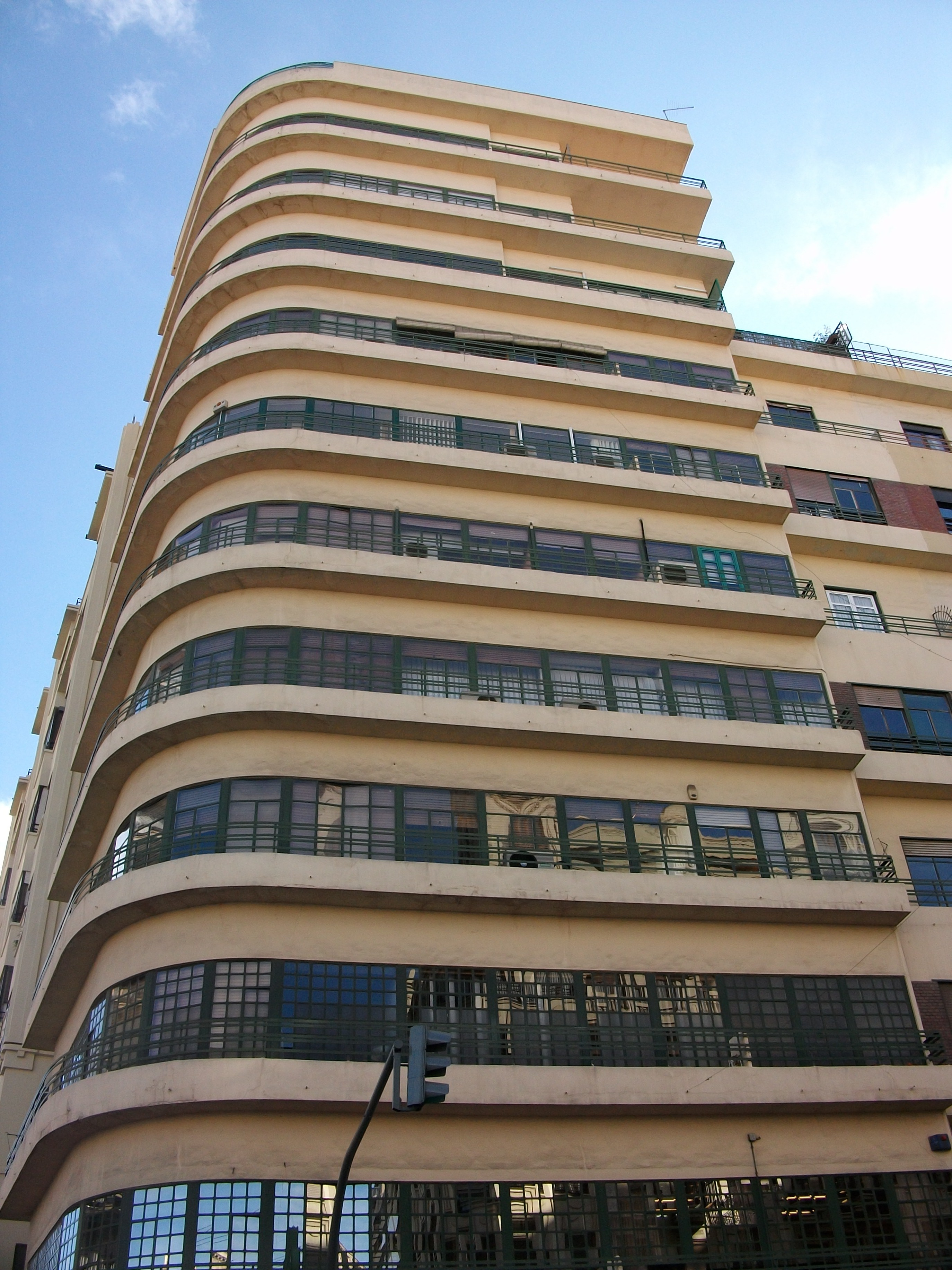